# Meng Lili
Meng Lili (chiń. 孟麗麗; ur. 28 grudnia 1979) – chińska zapaśniczka w stylu wolnym. Olimpijka z Aten 2004, gdzie zajęła dziewiąte miejsce w kategorii 63 kg.
Czterokrotna medalistka mistrzostw świata. Zdobyła złote medale w 2001 i 2005, srebro w 1999 i brąz w 2008. Srebrny medal na igrzyskach Wschodniej Azji w 2001. Trzy medale na mistrzostwach Azji - srebrny w 2000, brązowe w 1999 i 2005. Druga w Pucharze Świata w 2001, 2002 i 2009 roku.